# Миропольський Григорій Васильович
Миропо́льський Григо́рій Васи́льович (13 лютого 1888, посад Богоявленський (нині — Корабельний район Миколаєва) — 8 травня 1975) — лікар, травознавець, один з основоположників практичної медицини у Богоявленському.

## Біографія

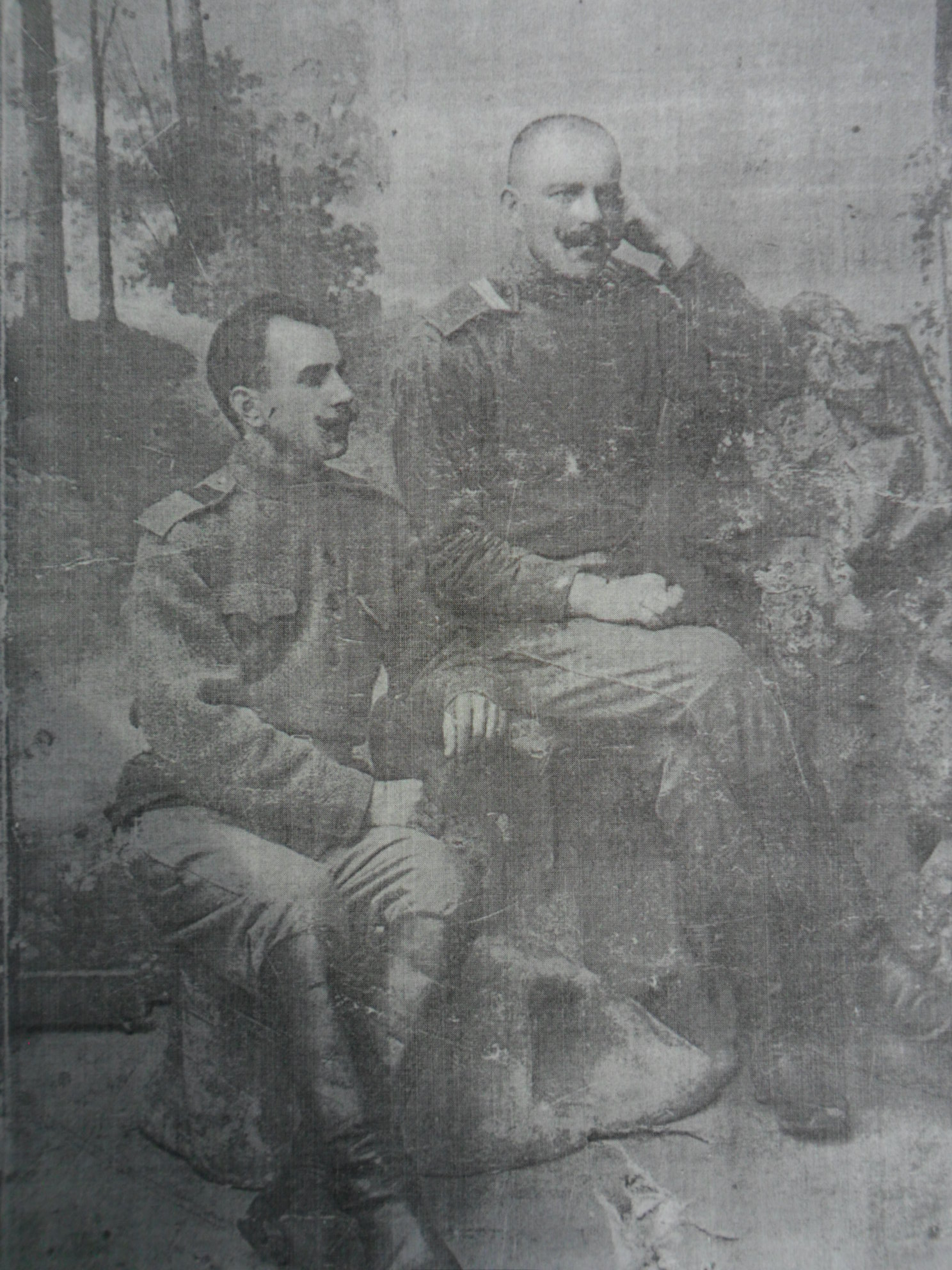
Миропольський Г. В. з приятелем (праворуч) під час лікування в Одесі (1916 р).

Батьки майбутнього лікаря були простими селянами. Після закінчення гімназії Григорій вступив до медичного училища і по його закінченні отримав диплом фельдшера. Свою медичну практику Григорій починав у рідному селищі Богоявленському.
З вибухом Першої світової війни фельдшера Миропольського призвали на військову службу. Направлений в чині фельдфебеля санітарної служби до Празького полку. З 1870 року Празький полк дислокувався у місті Миколаєві. До речі саме у цьому полку служив підпоручиком Панас Тобілевич, майбутній видатний український театральний діяч (Саксаганський) (2). Полком у якому служив Миропольський зміцнюють дієву армію Південно-Західного (Румунського) фронту . Під час однієї з газових атак Григорій дістав сильно отруївся зарином, унаслідок чого облисів. Після довгого лікування та реабілітації у санаторії «Куяльник» під Одесою Миропольського врешті комісували з військової служби. По поверненні до Богоявленського Григорій Васильович працював за фахом і надалі лікував мешканців селища.
Після відходу з Миколаєва військ Української Народної Республіки, влади в селищі мінялися як у калейдоскопі. З початком військових дій на півдні України з'явилося багато хворих на тиф, холеру, скарлатину та інші спричинені війною хвороби. Внаслідок збройних сутичок було багато поранених, котрих доводилося лікувати не зважаючи на колір їхнього прапора. Чи не найбільше роботи Григорій Миропольський мав, коли вибухнуло антибільшовицьке Богоявленське повстання в квітні 1920 р. За спогадами самого Григорія Васильовича йому часто доводилося лікувати поранених повстанців на Орлових хуторах та у підземеллях Богоявленського, де вони переховувалися.
Голод 1921 року став важким випробуванням для медиків селища Богоявленського. Надзвичайно зросла дитяча смертність, супутні хвороби, котрі загострилися на тлі тривалого недоїдання косили малечу. Миропольський розумів, щоб успішно боротися з хворобами слід усунути причину — хронічне недоїдання. Лікар звертається до влади з пропозицією організувати харчування дітей і облаштування дитячої їдальні.
Навесні 1921 року Миропольський разом з медсестрами місцевої амбулаторії Саковською В. В. та Погребицькою О. С. обстежує сільських дітей віком від 1 до 13 років з метою виявлення захворювань і надання необхідної допомоги.
З настанням спеки у селищі Богоявленському стався сильний спалах холери. За ініціативи Миропольського з 5 по 9 липня 1921 року у селищі проводився тиждень боротьби з цією хворобою. Перша дитяча їдальня на 300 місць була відкрита у серпні 1921 року в будинку Шевченка (сучасна вул. Ольшанців).
Для очищення селища від нечистот, сміття, гною, трупів загиблих тварин, тощо, було залучене все працездатне населення села. Щоб зміцнити кволих дітей була відкрита їдальня. Роботи для медиків було надзвичайно багато, медики слідкували за санітарним станом дитячої їдальні та дитячих ясел. На осінь 1921 року до Богоявленського надійшли продукти від Американської Адміністрації Допомоги Голодним і незабаром у колишньому будинку священика Воронковського відкрили ще одну їдальню на 800 місць. Слід зауважити, що Григорій Васильович був не лише лікарем за покликанням але й непересічною особистістю. Самоосвіта стала стилем життя Миропольського, жодні новини медицини не проходили повз його увагу.

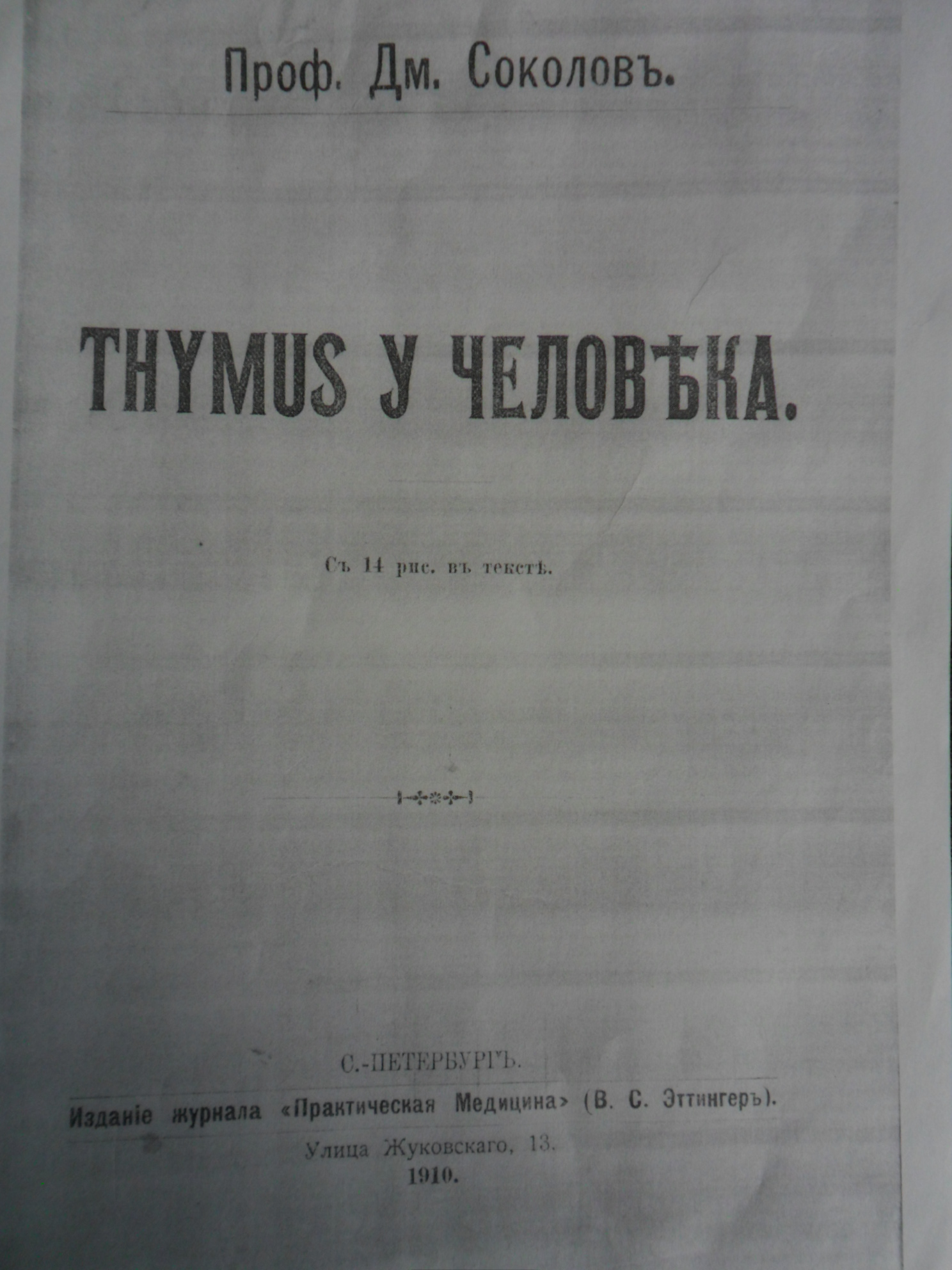
Титульна сторінка монографії доктора Соловйова «Tymus у человека» з бібліотеки Миропольського.

Лікар мав велику бібліотеку спеціальної медичної літератури, зокрема у його архіві є праці: Професор Дмитро Соколов  «Tymus у чєловєка» — видання 1910 року, «Експериментальна фармакологія» докторів Маєра та Ґотліба — видання 1913 року. Миропольський володів фаховими знаннями на рівні дипломованих лікарів, і навіть перевершував їх. Лікар Миропольський (саме так його називали і не інакше) рвав зуби, приймав пологи, готував ліки за своїм особливим рецептом, лікував хвороби більшість котрих на той час вважалися невиліковними. В архіві родини Миропольського є фрагмент листа з проханням до Григорія Васильовича вилікувати водянку. Цю хворобу лікар успішно лікував ще у той далекий час.

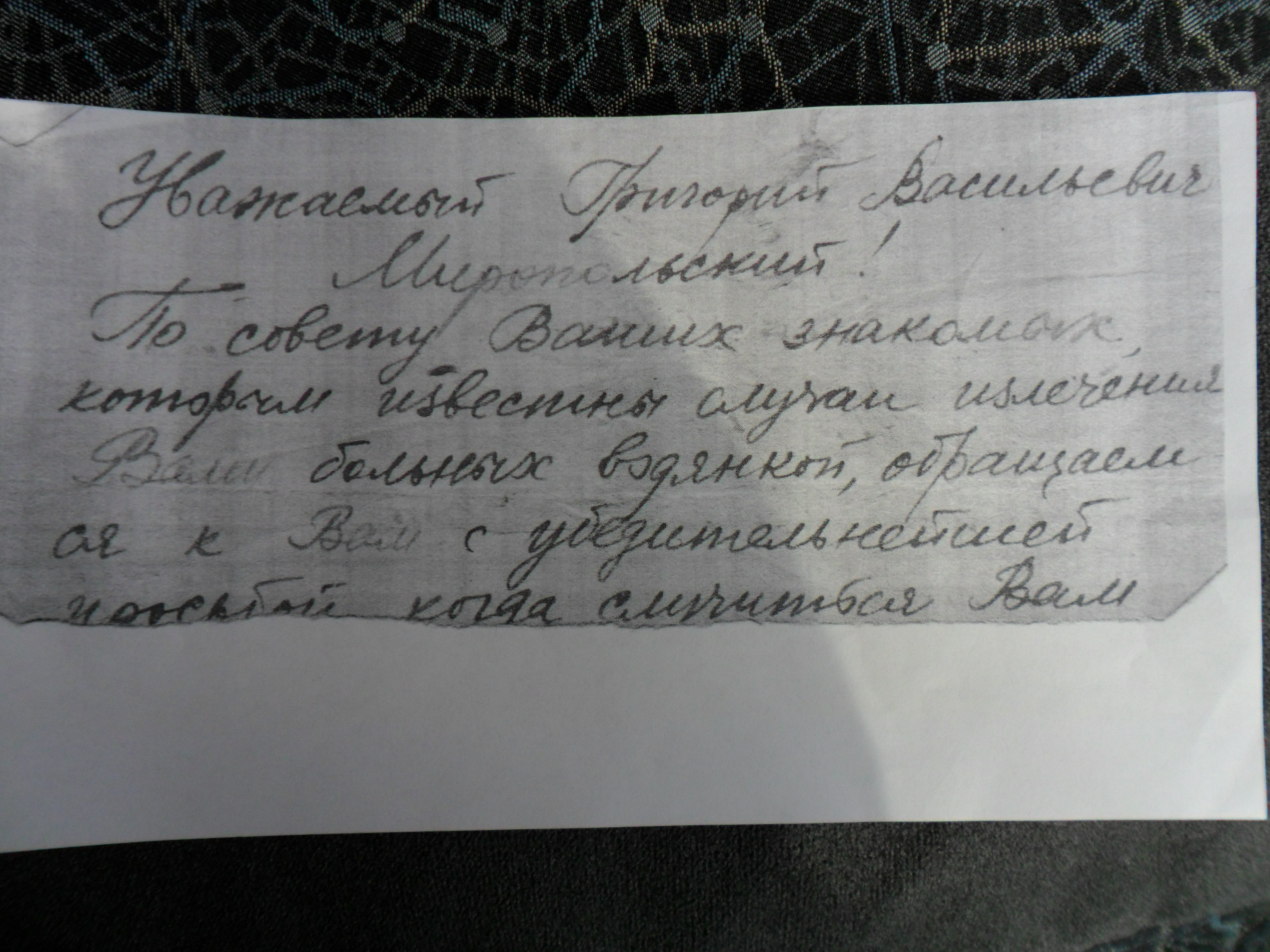
Фрагмент листа до Г. В. Миропольського з проханням вилікувати водянку.

Популярність лікаря Миропольського серед місцевого населення була надзвичайною. На прийом до лікаря люди їхали навіть з найдальших сіл. Слід згадати історію із лікарською печаткою Миропольського. Його печатку знали всі аптеки та провізори Миколаєва. Навіть після виходу на пенсію Григорію Васильовичу дозволили й надалі користуватися печаткою лікаря.
В будинку де мешкав лікар, його родина й досі зберігає кушетку на якій Григорій Васильович оглядав своїх хворих.
Початок Другої Світової війни застав Григорія Миропольського у Жовтневому (Богоявленське більшовики переіменували у 1938 році на Жовтневе). Лікар ще не знав, що саме в розпал війни випадуть найбільші випробовування для його лікарської практики . Для розуміння в яких умовах довелося працювати лікареві, мусимо зробити невеличкий відступ.
Перед наступом німецьких військ, в серпні 1941 року 9 армія намагалася організувати оборону міста Миколаєва і дати змогу здійснити планову евакуацію партійних та радянських установ.
Але вже після перших ударів Вермахту Миколаїв впав, а сили дев'ятої та частини вісімнадцятої радянських армій були розбиті вщент.
Містом прокотилася хвиля погромів магазинів та складів з продовольством, почалася паніка. Сотні поранених, котрих не встигли евакуювати, були полишені в районі парку ім. Петровського,.(з 2016 р Народний парк). Санітарний потяг з іншими пораненими не зміг доїхати до Херсона через оточення.
13 серпня санітарний потяг переповнений пораненими машиністи загнали на запасну колію залізничної станції Прибузької, біля Жовтневого.
Залізничники та медперсонал розбіглися, поранені залишилися без догляду. Стогін та крики з вагонів долітали до ближніх хат . Селяни, котрі прибігли на допомогу побачили жахливу картину, всюди лежали закривавлені люди, повітря наповнював сморід та рої мух(5). Люди покликали на допомогу лікаря Миропольського.
Лікар негайно наказав перенести поранених до найближчої школи № 5. Поранених несли на ношах, ковдрах і навіть на руках. На той час у Жовтневому лікарня була лише дитяча, але на той момент вона була розграбована а персонал розбігся.
Григорій Васильович попросив жінок прибрати у лікарні і вже на вечір почав робити перші операції. Асистенти лікаря падали від перевтоми, однак лікар невтомно працював, виймав уламки та кулі із пошматованих тіл, зашивав рани а також робив ампутації.
Ситуація була критичною і обставили вимагали швидких дій, тож лікар Миропольський поспішав надати допомогу якнайбільшій кількості людей. Скільки було поранених у потязі нам не відомо, але відомо, що дві доби поспіль з двогодинною перервою на сон лікар похилого віку боровся за життя людей. Зоряний час лікарської практики, знання, вміння та фаховий досвід котрими володів досвідчений лікар знадобилися тут і зараз. Німецькі війська вступили до Жовтневого 16 серпня 1941 року  в другій половині дня, поранені були арештовані і переведені до концтабору на Темво́д  (тепер мікрорайон в Миколаєві, що знаходиться в північній частині міста за старим Інгульським мостом). Німецькі військові лікарі, котрі оглядали оперованих Миропольським пацієнтів, дали високу оцінку фаховому рівню лікаря і невдовзі німецька адміністрація дозволила Григорію Васильовичу займатися лікарською практикою.

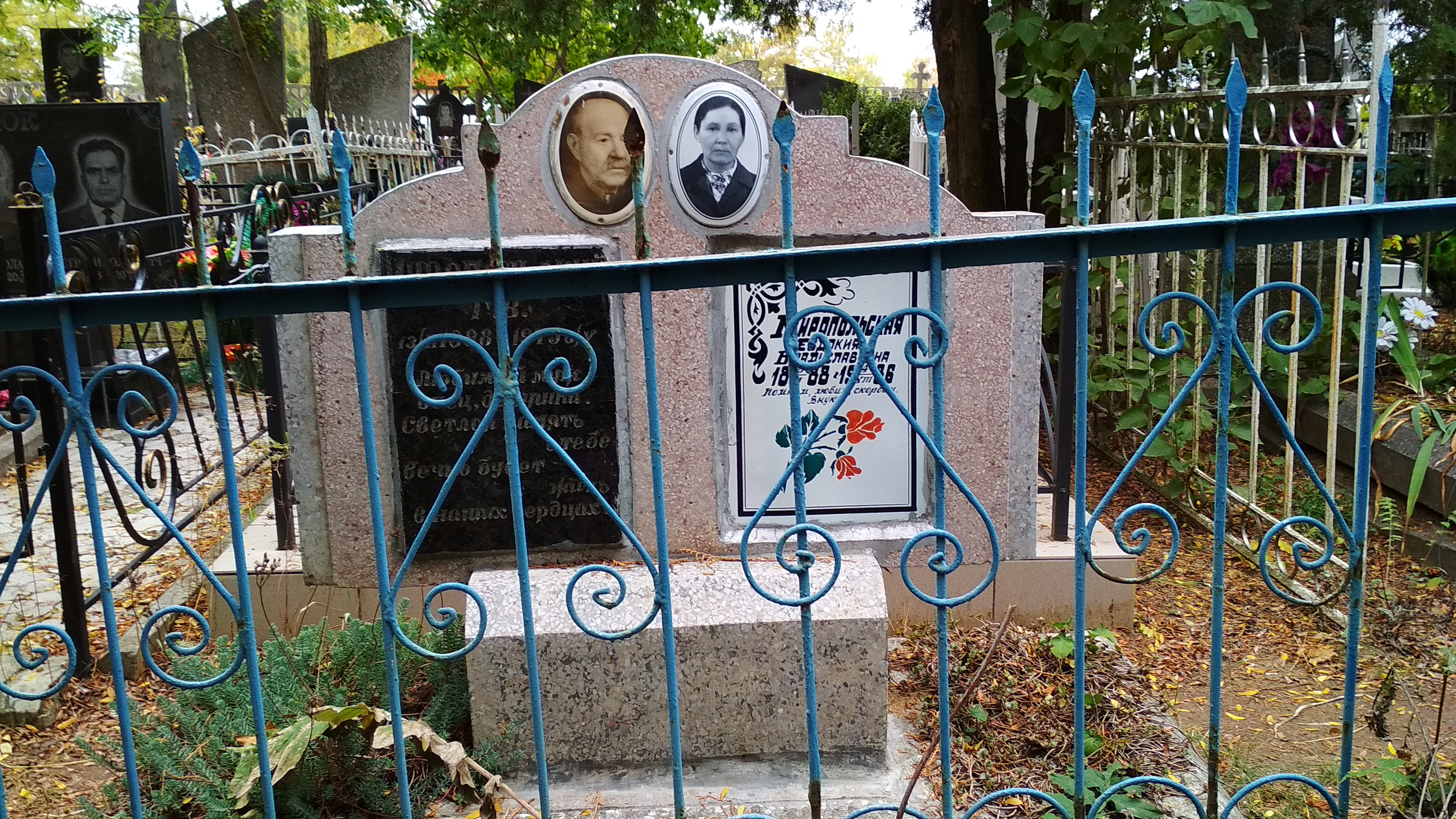
Могила Григорія та Євдокії Миропольських.

Двоє синів Григорія Васильовича, старший син Георгій та молодший Микола загинули на фронті. Після війни було безліч сиріт і подружжя Миропольських взяло кількох дітей на виховання. Варто зауважити, що активною лікарською практикою Григорій Васильович займався аж до 1958 року, коли у Жовтневому була відкрита районна лікарня. Лікар Миропольський прожив довге життя та помер 1975 року у віці 87 років. Похований на центральній алеї старого цвинтаря у Корабельному районі Миколаєва разом з дружиною

## Пам'ять
У Корабельному районі Миколаєва в рамках декомунізації 2016 року перейменовано колишню вулицю Желєзнякова на вулицю лікаря Миропольського.